# Moritz Stoppelkamp
Moritz Stoppelkamp (Duisburg, 11 dicembre 1986) è un calciatore tedesco, attaccante del RW Oberhausen.

## Carriera
Ha giocato nei settori giovanili di alcune squadre tedesche: Viktoria Buchholz, Duisburg, Fortuna Düsseldorf e Rot-Weiss Essen.
Con quest'ultimo club ha esordito in prima squadra il 30 luglio 2005, in Regionalliga Nord contro il Kickers Emden.
Nella stagione 2006/2007 ha giocato con il FC Rot-Weiß Erfurt sempre in Regionalliga Nord, esordendo il 3 settembre 2006 contro il Magdeburg, finito il campionato, collezionate 21 presenze senza gol, è tornato al Rot-Weiss Essen.
Il 1º settembre 2007 ha segnato il suo primo gol in campionato nella partita contro il Borussia Dortmund II, vinta 1-0 dalla sua squadra. Ha concluso la stagione 2007/2008 con 11 presenze e 2 gol.
Nel 2008 è passato all'Oberhausen, in 2.Bundesliga.
Ha esordito nella seconda divisione tedesca il 17 agosto 2008 contro il TuS Koblenz. Ha concluso la sua prima stagione con 15 presenze e nessun gol. Nella stagione seguente invece ha giocato 31 partite ed ha segnato 9 gol, il primo di questi lo ha realizzato il 23 agosto contro il Rot Weiss Ahlen.
Le sue buone prestazioni hanno attirato l'interesse dell'Hannover 96, che lo ha acquistato nell'estate del 2010. Nella sua prima stagione con il club della Bassa Sassonia ha giocato 23 partite, contribuendo al raggiungimento del quarto posto in campionato, il miglior piazzamento della storia dei Roten.
Dopo due stagioni nel Monaco 1860, nel 2014 si trasferisce al Paderborn. Il 20 settembre 2014 nella sfida contro l'Hannover 96 mette a segno un goal da 82 metri.

## Palmarès

### Club

#### Competizioni nazionali
- 3. Liga: 1

Duisburg: 2019-2020